# Novîi Bairak, Horol
Novîi Bairak (în ucraineană Новий Байрак) este un sat în comuna Andriivka din raionul Horol, regiunea Poltava, Ucraina.

## Demografie
Componența lingvistică a localității Novîi Bairak
     Ucraineană (97,72%)
     Rusă (2,28%)
Conform recensământului din 2001, majoritatea populației localității Novîi Bairak era vorbitoare de ucraineană (97,72%), existând în minoritate și vorbitori de rusă (2,28%).